# Dachau-Preis für Zivilcourage
Der Dachau-Preis für Zivilcourage wurde im Jahre 2005 von der Stadt Dachau anlässlich des 1200-jährigen Stadtjubiläums ins Leben gerufen. Mit ihm will die Stadt Personen ehren, „die sich mit Mut, Phantasie und Engagement für die Rechte von Verfolgten und diskriminierten Minderheiten eingesetzt haben“. Die Auszeichnung, die alle zwei Jahre am Tag der Menschenrechte (10. Dezember) in der KZ-Gedenkstätte Dachau verliehen wird, und mit dem das Vermächtnis der der Opfer der Konzentrationslager und der Widerstandskämpfer gegen das NS-Regime lebendig erhalten werden soll, ist mit 5000 Euro dotiert. Die Jury, welche die Preisträger vorschlägt, besteht aus der Historikerin Sybille Steinbacher, dem Journalisten Achim Wendler und dem Künstler und Kulturwissenschaftler Martin Schmidl (Stand 2021).

## Preisträger
- 2005: Maria Seidenberger, die unter hohem Risiko als junges Mädchen Briefe und Fotografien von Häftlingen des KZ Dachau an deren Angehörige weiterleitete[3]
- 2007: Lina Haag, Widerstandskämpferin gegen das NS-Regime[4]
- 2009: Mirjam Ohringer, eine Holocaust-Überlebende[5]
- 2011: Stanislav Zámečník, Holocaust-Überlebender und Historiker aus Tschechien[6]
- 2013: Jörg Wanke, stellvertretend für die Zossener Bürgerinitiative Zossen zeigt Gesicht[7][8]
- 2015: Gülsen Çelebi, eine Düsseldorfer Rechtsanwältin, die muslimische Frauen unterstützt und sich gegen Ehrenmorde und Dügida engagiert[9]
- 2017: Jan-Robert von Renesse, für seinen Einsatz als Sozialrichter um Ghettorenten für Holocaust-Überlebende[10]
- 2019: Seda Başay-Yıldız, eine Rechtsanwältin, die im NSU-Prozess als Nebenklägerin Hinterbliebene von Opfern der Anschläge vertrat[11]
- 2021: Eva Gruberová und die jugendlichen Zeugen aus dem Gymnasium Kirchseeon im Prozess gegen den antisemitischen und rechtsextremen Videoblogger Nikolai Nerling[12]
- 2025: Pussy Riot